# Faculdade de Veterinária da Universidade Federal Fluminense
A Faculdade de Veterinária da Universidade Federal Fluminense, antiga Escola Fluminense de Medicina Veterinária, foi fundada em 1936 por Vital Brazil Filho e Américo Braga e incorporado a UFF desde em 1961.
Após sua fundação funcionou, inicialmente, no Horto Botânico de Niterói, na sede da extinta Escola Superior de Agricultura e Medicina Veterinária do Ministério da Agricultura. Posteriormente, passou para um prédio da Rua Visconde de Rio Branco. Em 1939, o ilustre cientista Dr. Vital Brasil doou, por escritura pública para construção da sede da Escola, e com autorização expressa do Governo Fluminense, uma área de 8.800 metros quadrados desmembrada dos terrenos do Instituto Vital Brazil, atual Rua Vital Brazil Filho, 64, Santa Rosa, Niterói.

## Hospital de Medicina Veterinária
O Hospital de Medicina Veterinária Professor Firmino Marsico Filho (HUVET) é um projeto de extensão da Universidade Federal Fluminense (UFF). O Hospital Veterinário é um projeto do Departamento de Patologia Clínica Veterinária e foi elaborado pelos professores da instituição, para que além do ensino através da prática, os animais da comunidade pudessem ser atendidos.
O Huvet atende basicamente animais domésticos, principalmente cães e gatos. Há também atendimento de animais silvestres para domesticação. São realizados no hospital, exames radiográficos laboratorial, como, ultra-sonografia e eletrocardiograma, acupuntura, fisioterapia, exames radiográficos e vacinação.